# Cerkiew św. Jana Klimaka w Warszawie

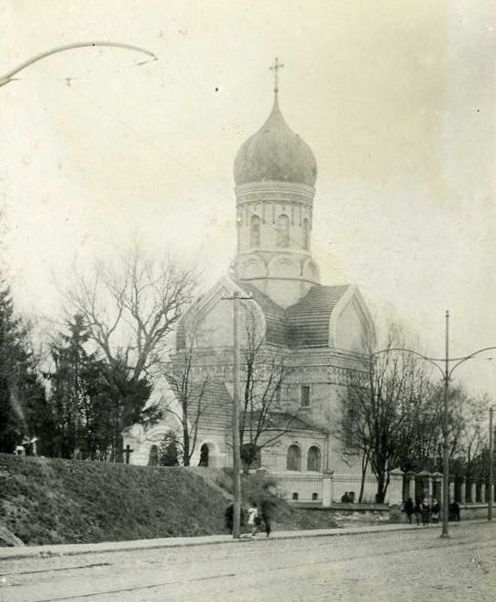
Świątynia ok. 1920, widok od strony ul. Wolskiej

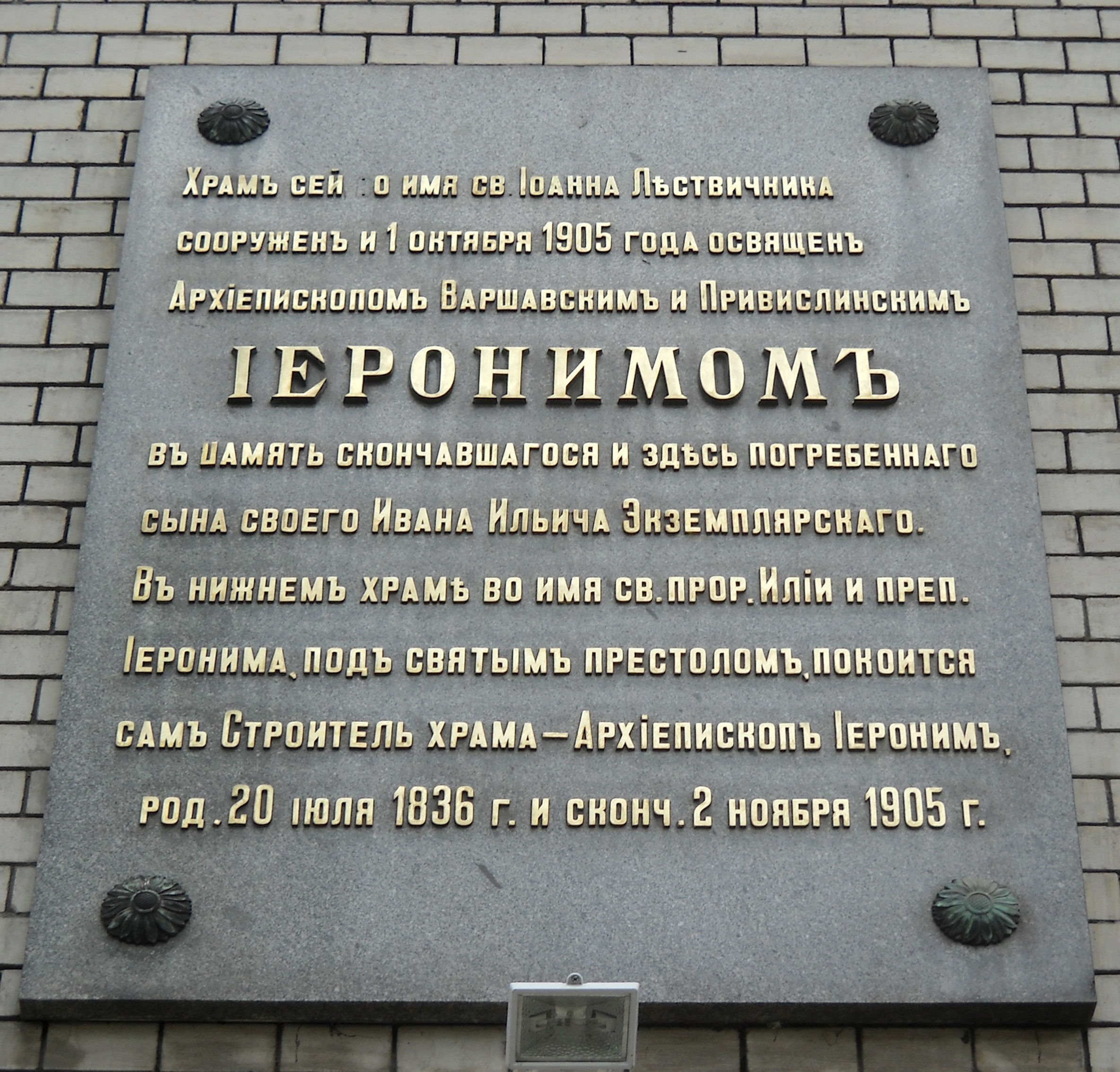
Tablica upamiętniająca fundatora cerkwi na wschodniej ścianie budynku

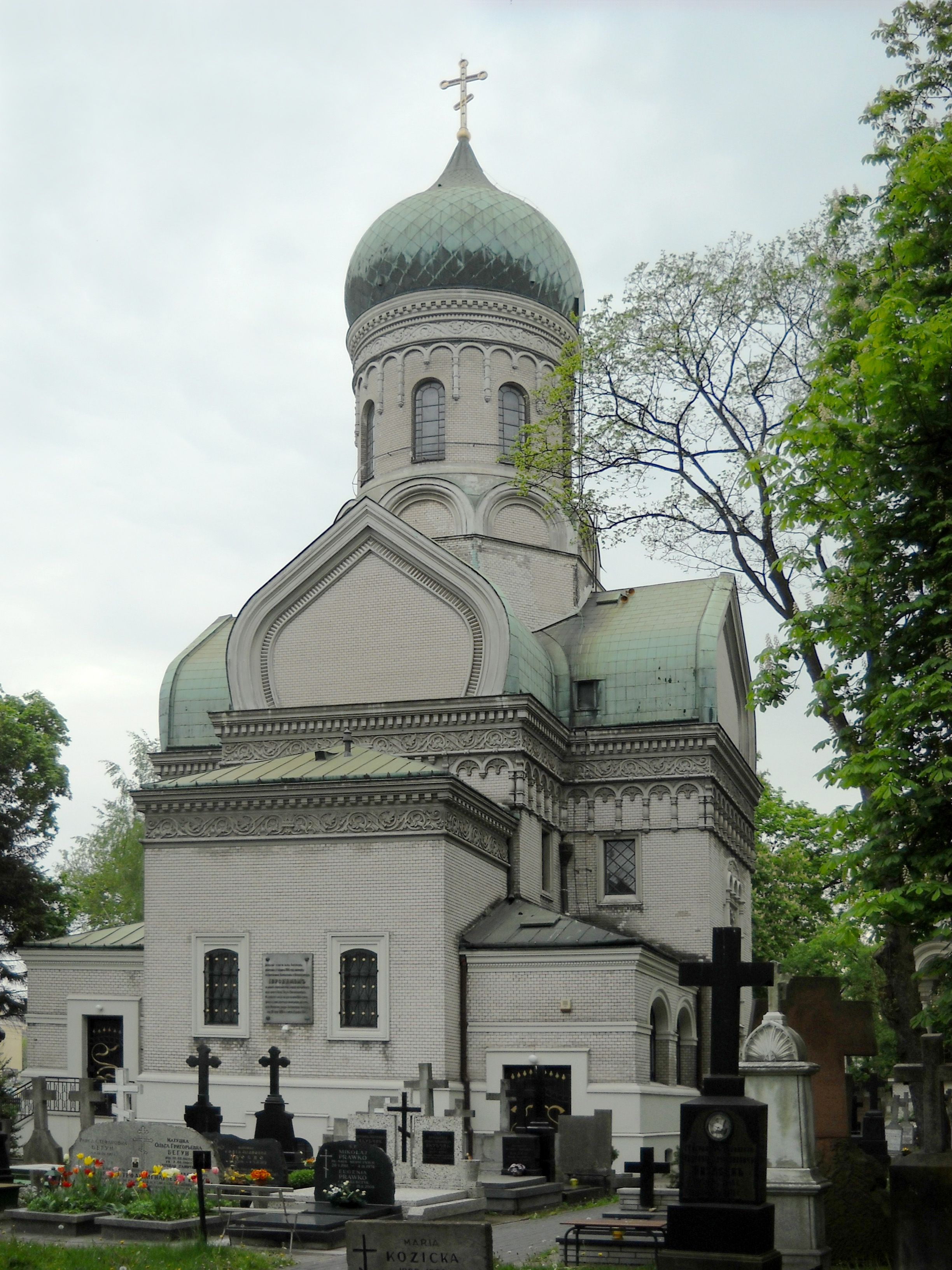
Widok cerkwi od strony wschodniej kwatery, przeznaczonej na pochówki duchownych prawosławnych. Widoczna tablica upamiętniająca fundatora budynku (2010)

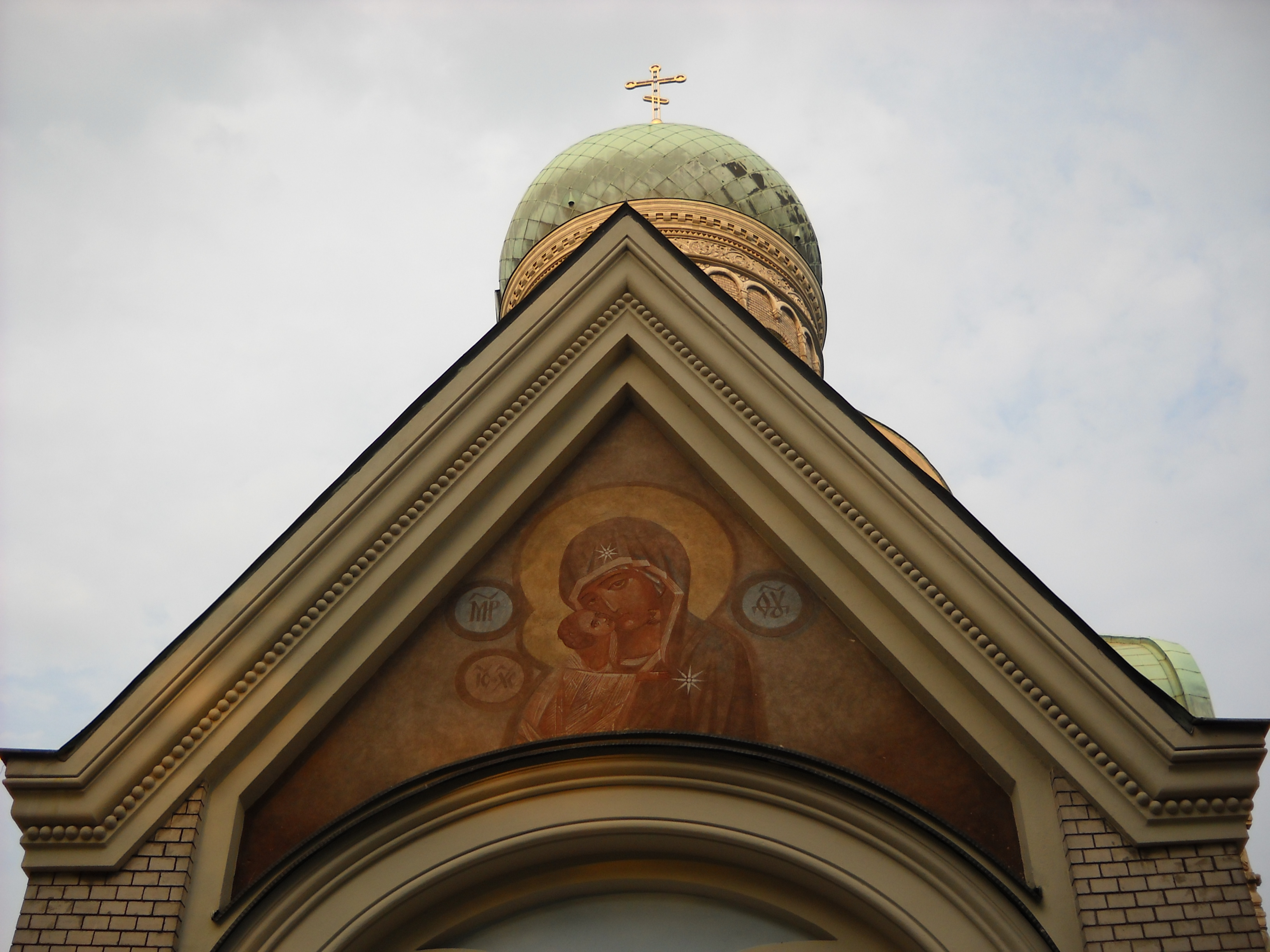
Fresk z postacią Matki Bożej nad wejściem do świątyni

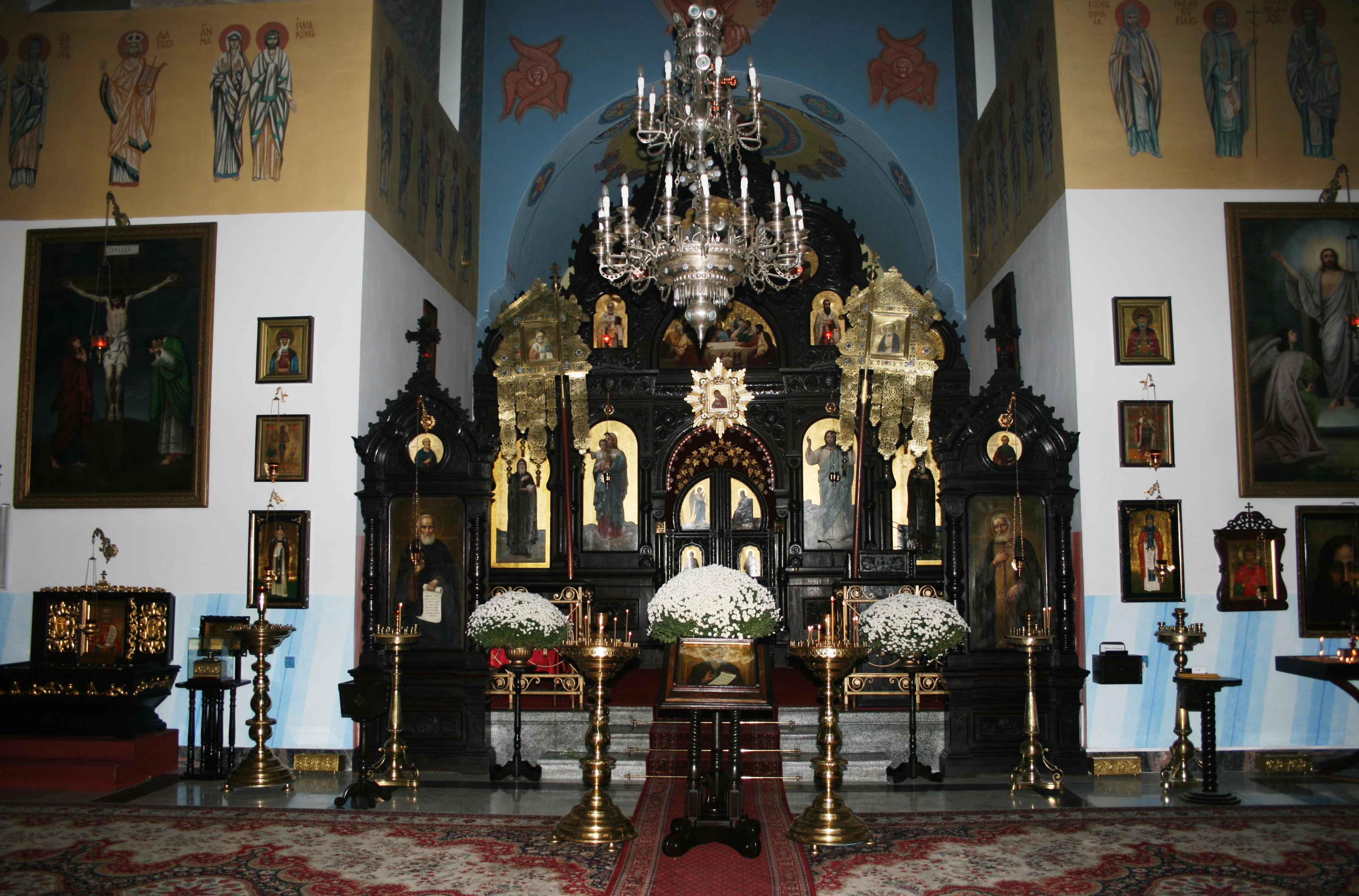
Ikonostas

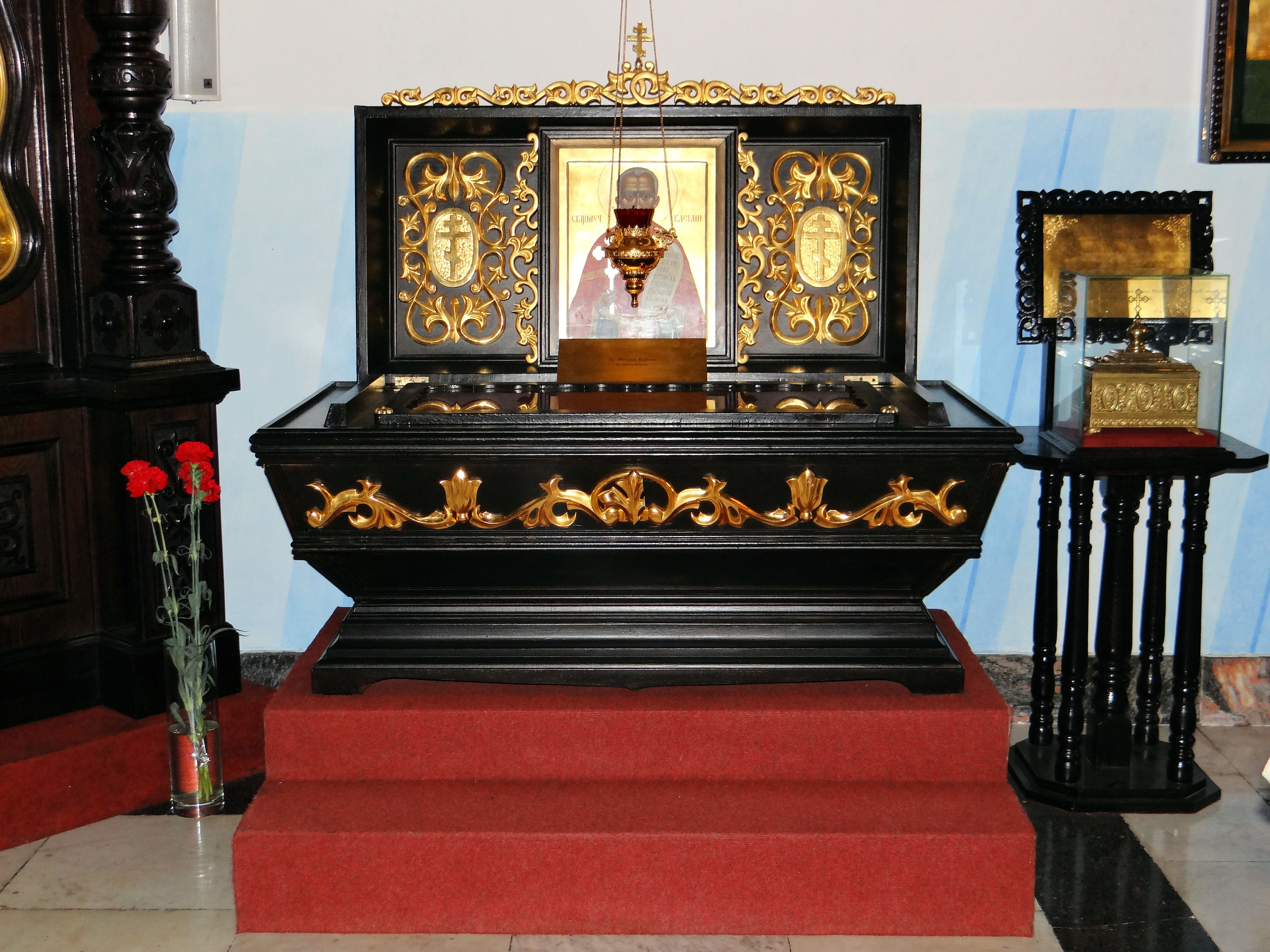
Relikwie św. Bazylego Martysza

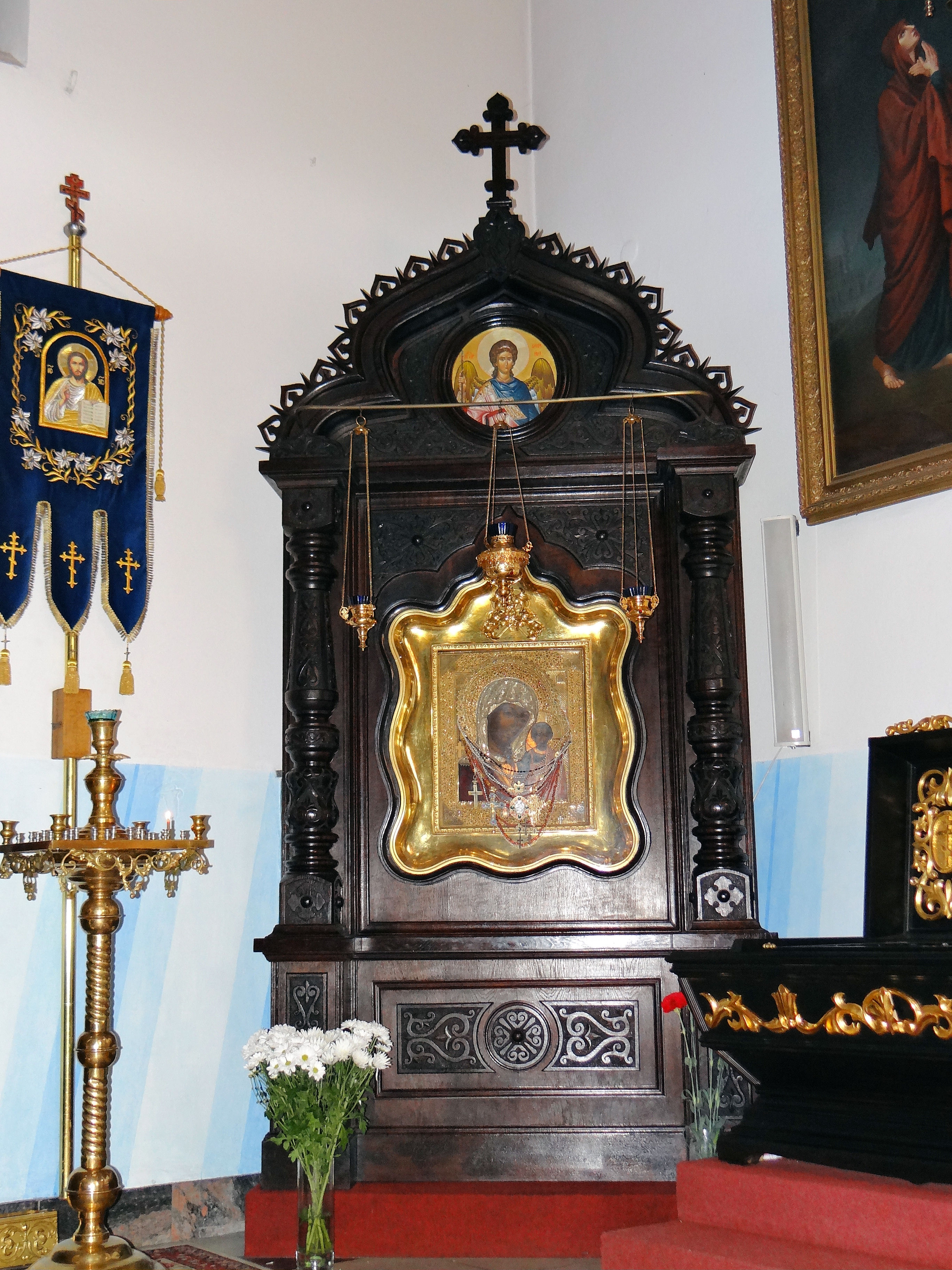
Kopia Kazańskiej Ikony Matki Bożej

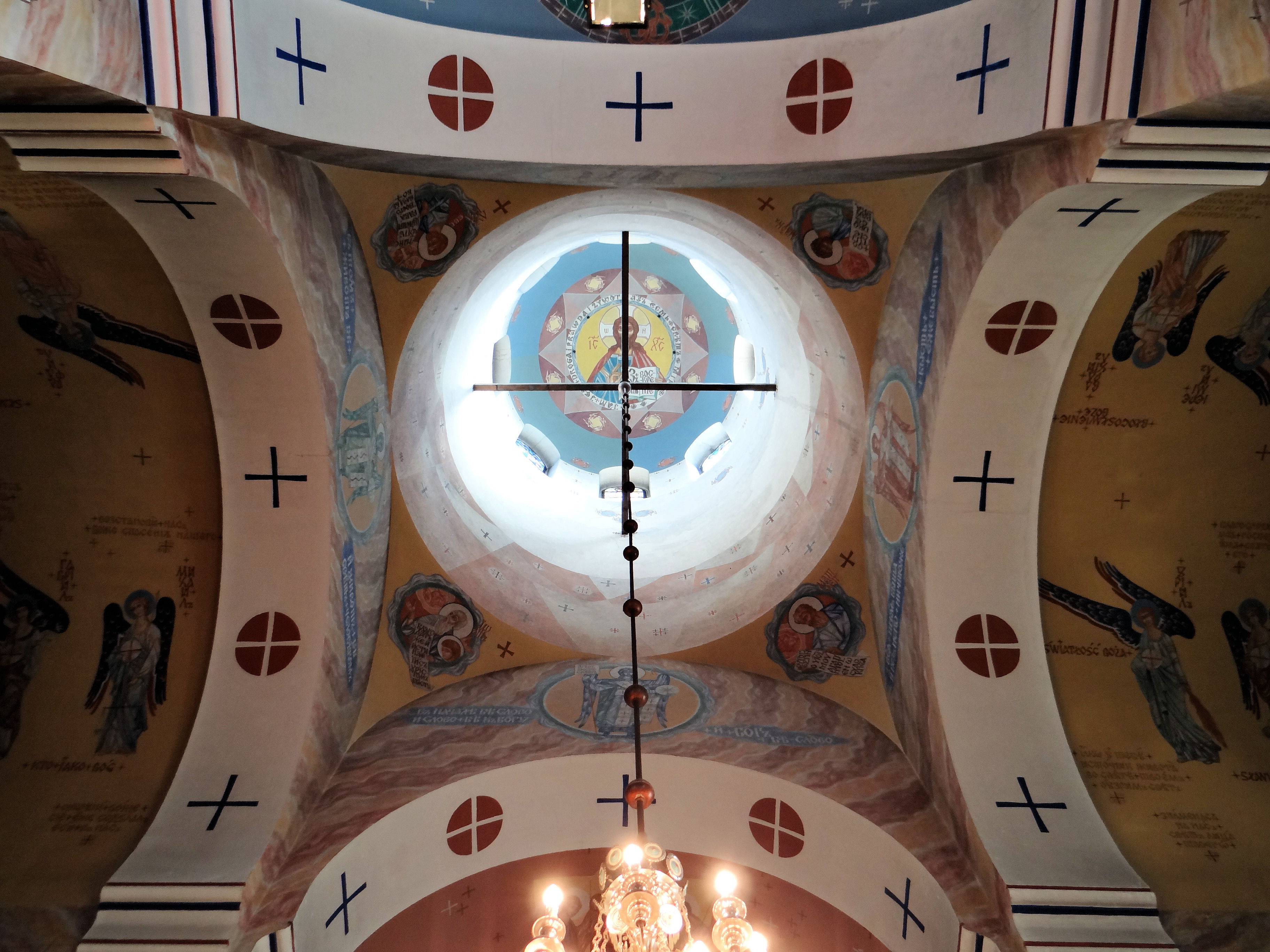
Malowidła Adama Stalony-Dobrzańskiego w głównej kopule

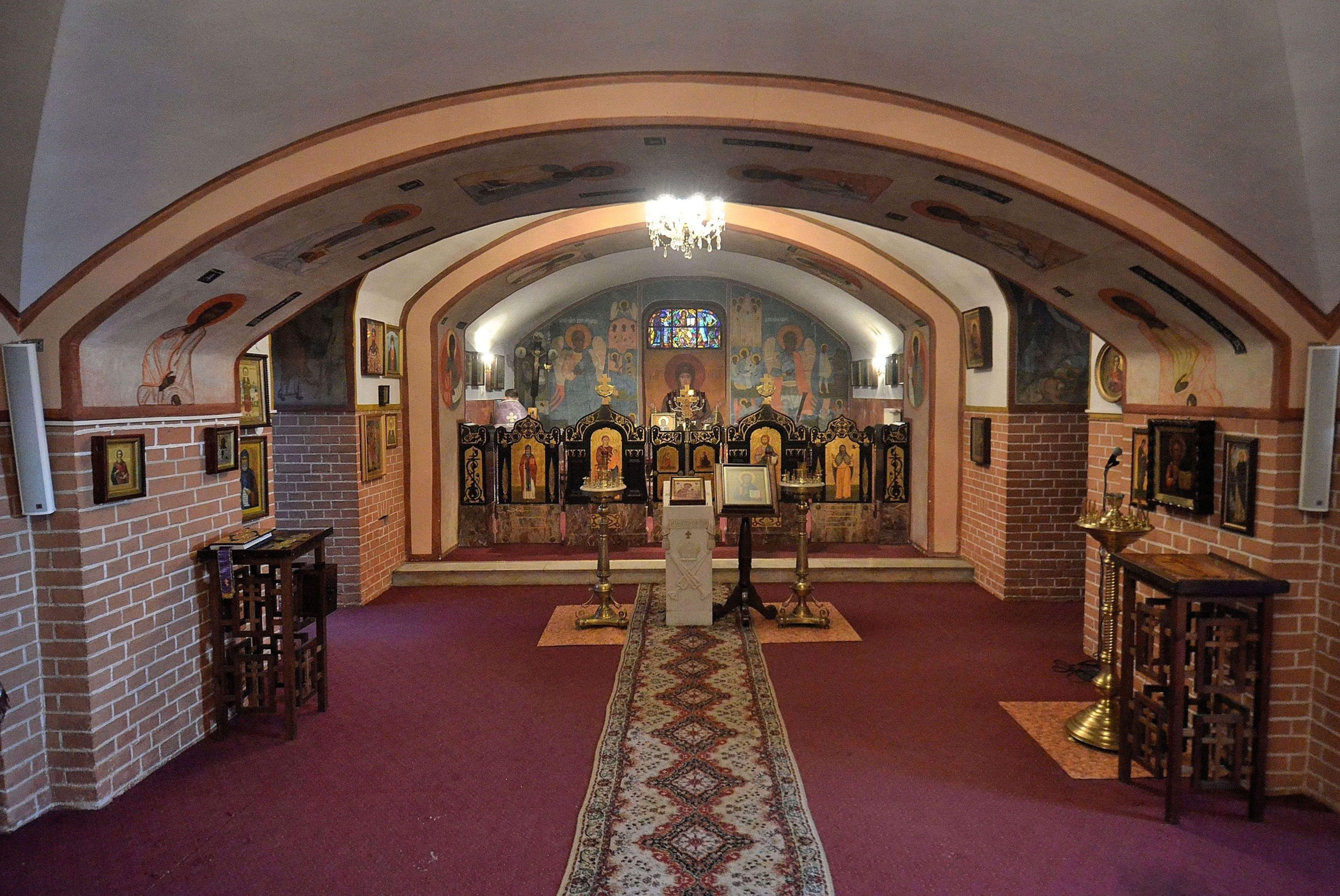
Wnętrze dolnej cerkwi św. Eliasza i św. Hieronima. Widoczny biały marmurowy anałoj jest równocześnie nagrobkiem metropolity warszawskiego Jerzego

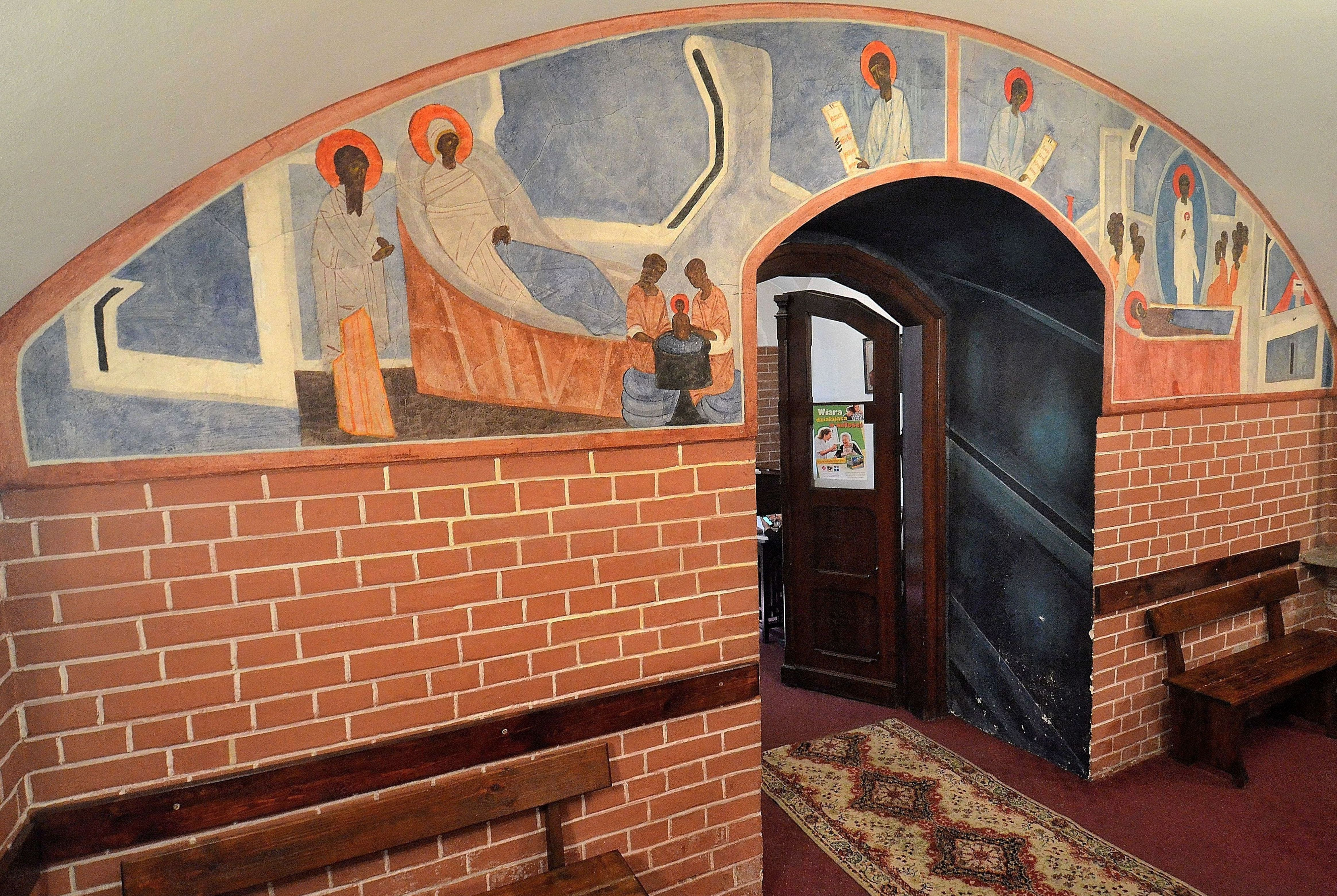
Jeden z fresków Jerzego Nowosielskiego w dolnej cerkwi

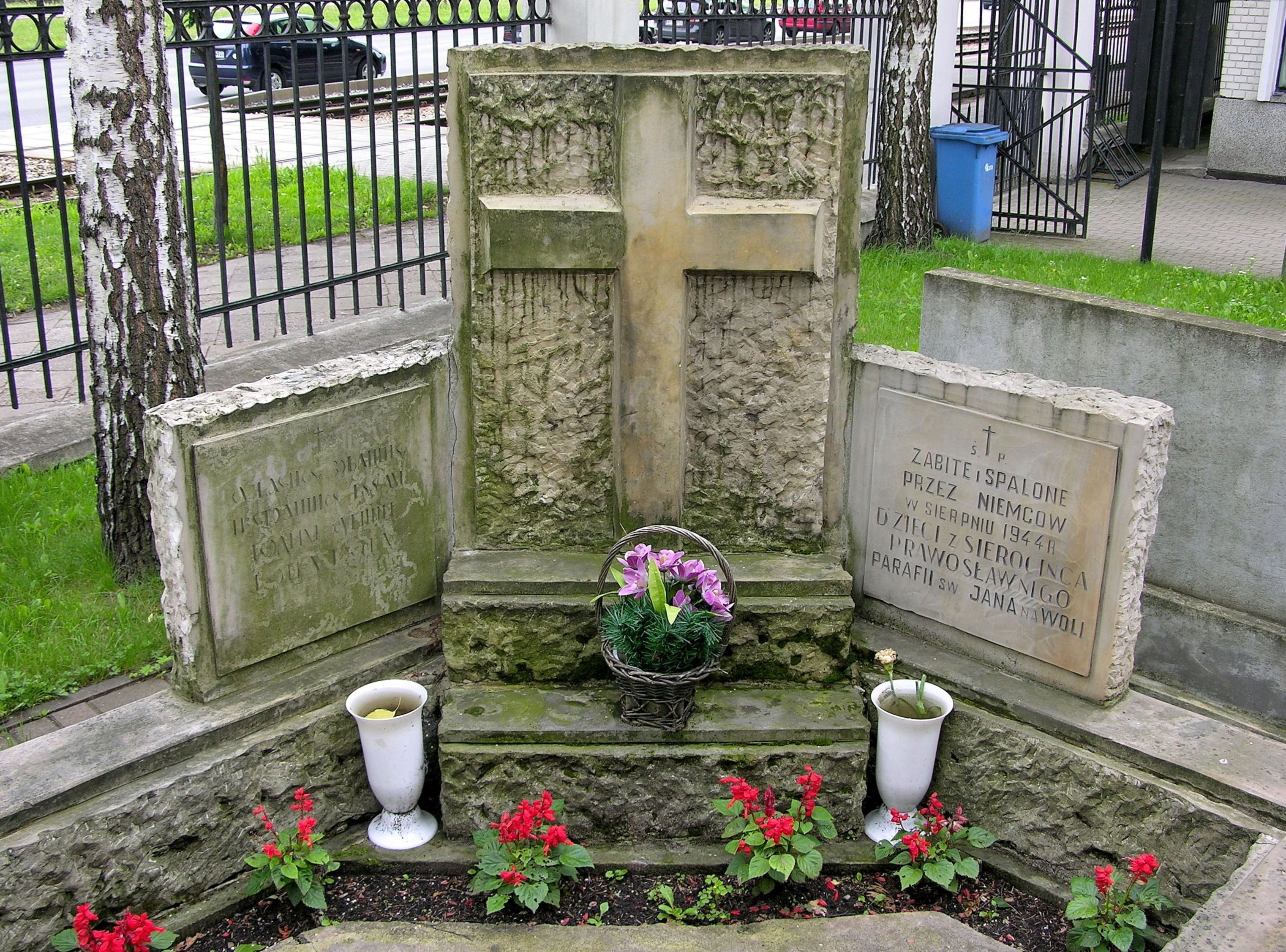
Zbiorowy grób dzieci i ich opiekunów z parafialnego sierocińca zamordowanych podczas rzezi Woli 5 sierpnia 1944

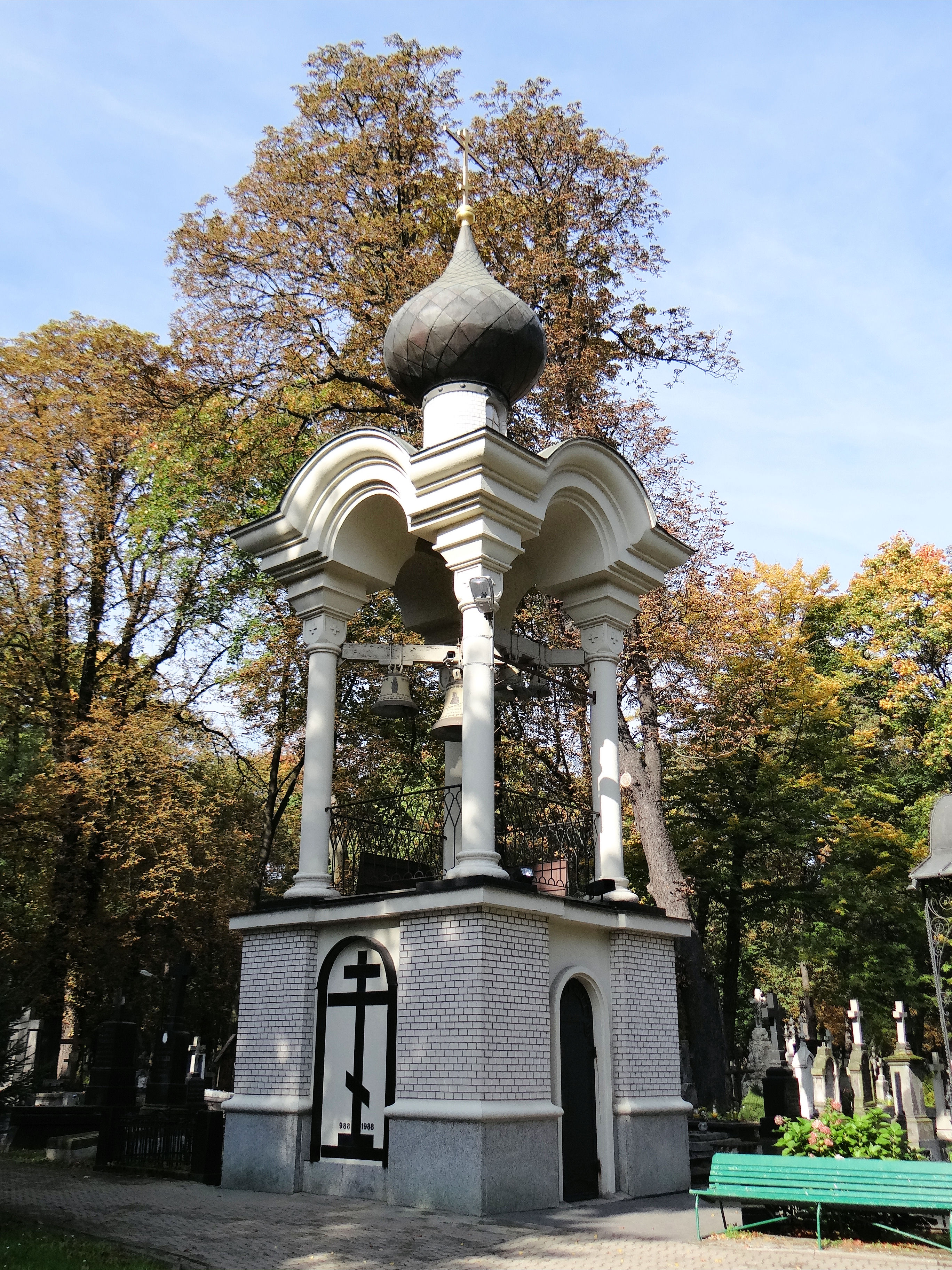
Dzwonnica przy cerkwi

Cerkiew św. Jana Klimaka – prawosławna cerkiew parafialna w Warszawie. Należy do dekanatu Warszawa diecezji warszawsko-bielskiej Polskiego Autokefalicznego Kościoła Prawosławnego.
Świątynia znajduje się na Woli w rejonie Ulrychowa, przy ulicy Wolskiej 140, w obrębie cmentarza prawosławnego. Została wzniesiona w latach 1903–1905 z inicjatywy arcybiskupa warszawskiego i nadwiślańskiego Hieronima z przeznaczeniem na miejsce pochówku jego syna Iwana – a w przyszłości również samego hierarchy – jak również jako świątynia cmentarna służąca pogrzebom i nabożeństwom w intencji zmarłych. Cerkwią parafialną stała się w dwudziestoleciu międzywojennym, po rozbiórce lub zamknięciu większości warszawskich cerkwi, kojarzonych z zaborem rosyjskim. Świątynia nieprzerwanie pełni funkcje liturgiczne od momentu poświęcenia, z wyjątkiem lat 1915–1919. Cerkiew została uszkodzona w czasie II wojny światowej, a podczas rzezi Woli hitlerowcy zamordowali służących w niej kapłanów, ich rodziny oraz dzieci z prawosławnego przytułku dla sierot prowadzonego przy parafii.
Budowla została wzniesiona według projektu Władimira Pokrowskiego. Naśladuje swoim wyglądem XVII-wieczne budownictwo sakralne regionu rostowskiego. Na wyposażeniu cerkwi znajdują się zabytkowe ikony i utensylia z pocz. XX wieku, w tym ikonostas wykonany przez Ołeksandra Muraszkę. Autorami fresków, wykonanych w latach 60. i 70. XX wieku, są Adam Stalony-Dobrzański i Jerzy Nowosielski. Budowlę wyremontowano w latach 1945−1948 oraz w latach 60. i 70. XX wieku. Od 2003 w cerkwi wystawione są dla kultu relikwie św. Bazylego Martysza.
Cerkiew wraz z całym zespołem Reduty Wolskiej została wpisana do rejestru zabytków 20 sierpnia 2003 pod nr A-54.

## Historia

### Okoliczności budowy
Prawosławna cerkiew w obrębie cmentarza na Woli była prywatną fundacją arcybiskupa warszawskiego i nadwiślańskiego Hieronima. Miała pełnić zadania świątyni pomocniczej wobec parafialnej cerkwi Włodzimierskiej Ikony Matki Bożej, urządzonej w odebranym katolikom po powstaniu listopadowym kościele św. Wawrzyńca. Bezpośrednim jednak celem budowy było upamiętnienie zmarłego 8 sierpnia 1902 w Piatigorsku syna arcybiskupa, Iwana Iljicza Ekziemplarskiego.
W 1903 arcybiskup zakupił działkę położoną przy wschodnim murze cmentarnym od ulicy Wolskiej o powierzchni 1237 sążni kwadratowych. Koszt zakupu wyniósł 4275 rubli. 28 czerwca 1903 w jej obrębie położony został kamień węgielny pod budowę cerkwi. Jej projekt wykonał architekt eparchialny Władimir Pokrowski. Wzniesienie świątyni i otaczającego ją żelaznego płotu w całości sfinansował prawosławny arcybiskup warszawski. Budynek był gotowy w czerwcu 1905, jednak jego konsekracja, również przeprowadzona przez arcybiskupa Hieronima, nastąpiła dopiero 15 października 1905. Była połączona z pogrzebem Iwana Ekziemplarskiego. Dwa tygodnie później zmarł również arcybiskup. Zgodnie ze swoim życzeniem został on pochowany obok syna. Ceremonię, która odbyła się w nieukończonej jeszcze dolnej cerkwi, poprowadzili arcybiskup wileński i litewski Nikander i biskup chełmski Eulogiusz. Na pogrzebie oprócz wyznawców prawosławia obecni byli również katolicy i Żydzi.
Prace w tej części świątyni zostały ukończone w 1906, a jej konsekracji 1 listopada 1906 dokonał protoprezbiter Pawieł Kallistow. W czasie ceremonii w prezbiterium dolnej cerkwi ustawiono ołtarz-święty stół (cs. prestoł), który umieszczono nad miejscem pochówku arcybiskupa Hieronima. Nagrobek Iwana Ekziemplarskiego znalazł się natomiast w południowo-wschodniej części cerkwi. Następnego dnia Świętą Liturgię w cerkwi odprawili arcybiskup wileński i litewski Nikander oraz biskup chełmski Eulogiusz. Uroczyste Święte Liturgie w intencji fundatora odbywały się codziennie jeszcze przez tydzień, po czym postanowiono, że w dolnej cerkwi nabożeństwo takie będzie miało miejsce w każdą środę (w tym dniu tygodnia zmarł arcybiskup).

### 1915–1939
W 1915 wszyscy kapłani prawosławni pracujący w Warszawie zostali ewakuowani, w związku z czym cerkiew św. Jana Klimaka została zamknięta. Opiekował się nią sługa cerkiewny Nikanor Skibin. 
Dopiero w 1919 do stolicy przyjechał z Łodzi ks. Antoni Rudlewski, który został proboszczem parafii Trójcy Świętej i zaczął regularnie odprawiać nabożeństwa w cerkwi na Podwalu. Na jego prośbę do Warszawy przybył również ks. Jan Kowalenko. Objął on opiekę nad świątynią na Woli. Z jego inicjatywy przy budynku wzniesiono w 1931 dzwonnicę, której cerkiew dotąd nie posiadała, i zawieszono na niej dzwony o łącznej wadze 354 kg. Na skutek akcji rewindykacji cerkwi prawosławnych, w czasie której zburzono szereg budynków sakralnych wzniesionych przez Rosjan w Warszawie, zaś te powstałe w dawnych kościołach katolickich zwrócono pierwotnym właścicielom, świątynia na Woli stała się – obok cerkwi św. Marii Magdaleny na Pradze – jedną z dwóch wolno stojących cerkwi prawosławnych w Warszawie.
W 1923 w cerkwi św. Jana Klimaka (w jej dolnej części) został pochowany zamordowany metropolita warszawski Jerzy.

### II wojna światowa
Cerkiew, zwłaszcza jej część dolna, była niejednokrotnie schronieniem dla cywilnej ludności Warszawy w czasie jej obrony we wrześniu 1939. 
5 sierpnia 1944, w czasie rzezi Woli, zginęli proboszcz parafii św. Jana Klimaka archimandryta Teofan (Protasiewicz) oraz jeden z jej kapłanów, ks. Antoni Kaliszewicz razem z rodziną. Oddziały niemieckie zamordowały również dzieci z prawosławnego sierocińca prowadzonego przez parafię, jego pracowników i kilkadziesiąt osób ukrywających się w dolnej części cerkwi: członków chóru parafialnego, kilkanaścioro prawosławnych wiernych oraz grupę mieszkańców domów w najbliższej okolicy. Zbiorowy grób dzieci i personelu sierocińca znajduje się przy cerkwi od strony ulicy Wolskiej.
Po tych wydarzeniach cerkiew została opuszczona i pozostawała bez opieki do stycznia 1945. Żołnierze niemieccy jeszcze kilkakrotnie dopuścili się w niej aktów wandalizmu, ukradli również dzwony. Wielokrotnie służyła jeszcze także jako kryjówka dla ludności cywilnej w czasie powstania warszawskiego.
Między styczniem i majem 1945 świątynią opiekował się ks. Eugeniusz Pietraszkiewicz, pod nadzorem którego dokonano usunięcia części wojennych zniszczeń obiektu.

### Okres PRL
Starania poprzednika kontynuował ks. Aleksander Czubuk-Podolski, który został nowym proboszczem parafii na Woli w końcu 1945 i który służył w niej do 1948. Na początku kolejnej dekady stan techniczny budynku cerkwi opisano jako dobry, wskazano jednak, że obiekt powinien zostać odremontowany.
W latach 50. na terenie cmentarza oraz przy chodniku ulicy Wolskiej ustawiono dwie tablice Tchorka upamiętniające ofiary rzezi Woli.
W latach 60. XX wieku świątynia została gruntownie odnowiona. W 1964 przeprowadzono renowację elewacji cerkwi, a także jej kopuły. W 1966 we wnętrzu budynku zbudowano chór muzyczny z malowidłem przedstawiającym modlitwę Chrystusa na pustyni. W tym samym dziesięcioleciu parafia św. Jana Klimaka zorganizowała punkt nauki religii prawosławnej dla dzieci w wieku szkolnym, którego zajęcia odbywały się w cerkwi (placówka duszpasterska nie posiadała domu parafialnego). Na początku lat 70. brało w nich udział ok. trzydzieściorga dzieci.
W nocy z 22 na 23 maja 1968 nieznani sprawcy włamali się do budynku, kradnąc szereg zabytkowych ikon oraz utensyliów cerkiewnych.
W 1977 odnowiono dolną cerkiew. W grudniu 1978 budynek został ponownie poświęcony po dokonanym w latach poprzednich gruntownym remoncie. Ceremonii przewodniczył metropolita warszawski i całej Polski Bazyli w asyście archimandryty Atanazego, przełożonego monasteru w Żyrowiczach (Rosyjski Kościół Prawosławny) oraz grupy kapłanów PAKP. Prace remontowe trwały jeszcze po wyświęceniu budynku. W 1980 zakończono podjęte siedem lat wcześniej prace przy freskach w górnej cerkwi, zaś w 1987 zastąpiono starszą dzwonnicę nową konstrukcją zaprojektowaną przez Michała Sandowicza. W następnym roku w cerkwi odbyły się uroczystości tysiąclecia chrztu Rusi, w których oprócz duchowieństwa prawosławnego brali udział przedstawiciele innych Kościołów chrześcijańskich. We wnętrzu obiektu umieszczono tablicę upamiętniającą to wydarzenie.

### Po 1989
W latach 90. XX wieku w cerkwi przeprowadzono kolejne remonty, m.in. odnowiono freski w górnej cerkwi. 5 grudnia 1999 r., po zakończeniu tych prac, obiekt ponownie poświęcił metropolita warszawski i całej Polski Sawa.
W 2009 r. na zachodniej ścianie budynku została odsłonięta tablica ku czci wyznawców prawosławia, którzy ponieśli śmierć w czasie II wojny światowej.
W 2014 r. po raz kolejny odnowiono cerkiew dolną, wymieniając posadzkę i malując sklepienia.
W sierpniu 2018 roku rozpoczęto generalny remont cerkwi. Na wieży wymieniono zniszczone elementy kopuły, a znajdujący się na niej krzyż został pozłocony. Na skutym tynku wewnątrz kopuły grupa artystów z Ukrainy namalowała wizerunek Chrystusa Pantokratora, a poniżej wizerunki aniołów, proroków i świętych. Przywrócono oryginalne piaskowo-żółte dekoracje na elewacji (wcześniej świątynia miała barwę zbliżoną do bieli). Wokół cerkwi ułożono granitowy bruk. Prace zakończyły się w 2022 roku.
19 sierpnia 2021 r. cerkiew została wyróżniona certyfikatem „Cenny zabytek Mazowsza”.

## Architektura
Tworząc projekt cerkwi, Władimir Pokrowski wzorował się na siedemnastowiecznej architekturze sakralnej regionu rostowskiego. Wyrazisty styl ruski miał pozostawać w kontraście z wyglądem cerkwi Włodzimierskiej Ikony Matki Bożej, która zdaniem twórcy nowej świątyni zbyt wyraźnie zachowała zewnętrzne cechy katolickiej sztuki sakralnej.
Budynek został wzniesiony na planie krzyża łacińskiego z kamienia, obłożonego jasną cegłą. Całość wieńczy pojedyncza cebulasta kopuła z krzyżem, kryta miedzianą łuskowatą blachą. Na jej wschodniej ścianie znajduje się tablica z napisem w języku rosyjskim upamiętniająca fundatora i opisująca okoliczności powstania świątyni. Wejście do cerkwi od strony zachodniej prowadzi przez wysunięty ganek (element również spotykany w architekturze rostowskiej), nad którym na trójkątnym tympanonie znajduje się fresk z postacią Matki Bożej. Budynek jest trójdzielny. Z zewnątrz zdobią ją dekoracyjne detale również typowe dla budownictwa rostowskiego, w tym dla świątyń Kremla rostowskiego. Portale nawy głównej oraz nawy bocznej wypełniają akroteriony w kształcie kokoszników, przypominające równocześnie cebulastą kopułę cerkwi. Fryz z półkolistych akroterionów znajduje się na bębnie, poniżej rzędu okien. Z kolei powyżej okien znajdują się jeszcze dwa fryzy – jeden w formie okien biforialnych i jeden potrójny. Trzy fryzy znajdują się również we wszystkich absydach: najniższy w formie okien biforialnych, jeden z motywami florystycznymi i ostatni z motywami geometrycznymi. Poza fryzami na ścianach bocznych nie ma żadnych zdobień.
Cerkiew posiada dwie kondygnacje, na których znajdują się niezależne od siebie pomieszczenia przystosowane do celów kultowych.

### Część górna
Patronem górnej cerkwi jest święty mnich Jan Klimak. Według pierwotnego projektu była to świątynia wyjątkowo skromna na tle innych cerkwi wzniesionych przez Rosjan w Warszawie, m.in. była ona całkowicie pozbawiona fresków na ścianach. Wynikało to z przeznaczenia budynku na cerkiew cmentarną. Obecnie ściany obiektu zdobi dekoracja malarska wykonana przez Adama Stalony-Dobrzańskiego i Sotirisa Pantopulosa. Adam Stalony-Dobrzański wykonał także witraże w oknach świątyni.
Ikonostas jest dziełem kijowskiego ikonografa i rzeźbiarza Ołeksandra Muraszki, który wcześniej wykonywał prace dekoratorskie m.in. w cerkwi św. Michała Archanioła w Warszawie. Napisane przez niego dla cerkwi ikony pozostają pod wyraźnym wpływem twórczości Wiktora Wasniecowa, w szczególności wizerunków świętych z soboru św. Włodzimierza w Kijowie. Muraszko obserwował powstawanie fresków Wasniecowa, gdyż sam pracował w soborze św. Włodzimierza nad złoceniami i częścią ikonostasu. Ikonostas wyrzeźbiono w drewnie dębowym. Jest on trzyrzędowy, dekorowany kolumienkami w stylu neoromańskim, rozetkami i akroterionami. W pierwszym rzędzie ikon, na drzwiach diakońskich, znajdują się scena Zwiastowania i cztery wizerunki Ewangelistów. Tradycyjnie z lewej strony znalazła się ikona patrona cerkwi, zaś po obu stronach królewskich wrót – wizerunki Jezusa Chrystusa i Matki Bożej. Z prawej strony zlokalizowano ikonę św. Hieronima. Ponad carskimi wrotami umieszczono znacznie mniejszą, prostokątną ikonę Chrystusa typu Acheiropoietos. Drugi rząd ikon tworzą (od lewej) przedstawienia św. Aleksandry, św. Bazylego Wielkiego, Ostatniej Wieczerzy, św. Jana Chryzostoma i św. Mikołaja. Najwyższy rząd skomponowany został z okrągłych ikon św. Piotra, św. Pawła oraz centralnie położonej Trójcy Świętej. Powyżej ikonostasu znajdował się, już nieistniejący, napis w języku cerkiewnosłowiańskim Czaju woskriesienija miertwych (pol. Oczekuję zmartwychwstania umarłych). Z kolei od 1986 nad carskimi wrotami znajduje się kopia Poczajowskiej Ikony Matki Bożej, napisana w Warszawie i poświęcona w ławrze Poczajowskiej. Po zwróceniu Kościołowi katolickiemu kościoła św. Wawrzyńca, do cerkwi św. Jana Klimaka przeniesiono dodatkowo trzy ikony, które pierwotnie znajdowały się w tej świątyni (wcześniej cerkwi pod wezwaniem Włodzimierskiej Ikony Matki Bożej). 
W części ołtarzowej obiektu znajdują się ikona Zmartwychwstania Pańskiego oraz cykl ikon przedstawiających wybrane wielkie święta prawosławia. Z kolei od strony nawy, po obydwu stronach ikonostasu zlokalizowano wizerunki św. Sergiusza z Radoneża i św. Serafina z Sarowa. Po prawej stronie od ikonostasu umieszczone zostały Golgota oraz ikona Chrystusa Cierpiącego, napisana przez protodiakona Wieniamina Siemionowa. Inni święci, których wizerunki są czczone w cerkwi, to św. Andrzej Apostoł, św. Olga Kijowska, św. Włodzimierz Wielki (ikony wstawione z okazji tysiąclecia chrztu Rusi Kijowskiej) oraz przywiezione z pielgrzymek na Athos kopia Atoskiej Ikony Matki Bożej oraz podobizna św. Jana Ruskiego. Natomiast w przedsionku zawieszona została reprodukcja obrazu Kazanie Chrystusa w Łodzi. Wyposażenie świątyni jest stale wzbogacane i odnawiane.
Szczególną czcią otaczane są ikony św. Mikołaja oraz kopia Kazańskiej Ikony Matki Bożej, umieszczona w 2001 w zdobionym kiocie wykonanym przez Wojciecha Szmeję. Wizerunki te trafiły do cerkwi z inicjatywy jej fundatora. Od 2003 w świątyni znajdują się również relikwie Bazylego Martysza, jednego z męczenników chełmskich i podlaskich.

### Część dolna
Część dolna nosi wezwanie św. Eliasza i św. Hieronima ze Strydonu, patronów fundatora świątyni. Pierwotnie było to jego mauzoleum rodzinne. Pracami dekoratorskimi w dolnej części budynku kierował Piotr Fedders. Znajduje się tam jednorzędowy ikonostas wykonany przez Włodzimierza Inokjentiewa z różowego i czarnego marmuru, sprowadzonego specjalnie na ten cel ze Szwecji. Z tego samego materiału wykonany jest ołtarz, pod którym pochowano arcybiskupa Hieronima. Ściany świątyni pokrywała polichromia autorstwa A. Korielina, który napisał również na szkle ikonę Chrystusa Pantokratora w otoczeniu apostołów. Na suficie zawieszono panikadiło. 
W latach 50., kiedy proboszczem był Jerzy Klinger, na ścianie wschodniej za ołtarzem Jerzy Nowosielski namalował freski przedstawiające Matkę Boską, archaniołów Gabriela i Michała oraz sceny biblijne. W 1979 (inne źródło podaje 1977), po powiększeniu dolnej cerkwi, dotychczasową dekorację ścian zastąpiły freski tego samego artysty. Przedstawiają one wybrane sceny z historii zbawienia, zaś na wschodniej ścianie wykonany został wizerunek Matki Bożej Oranty. Centralny marmurowy anałoj w dolnej cerkwi jest równocześnie nagrobkiem metropolity warszawskiego Jerzego.
W swoim testamencie arcybiskup prosił, by wygląd dolnej części cerkwi nie był zmieniany i by nie dokonywano w niej następnych pogrzebów. Dla pochówków innych spokrewnionych z nim osób miała być przeznaczona kwatera sąsiadująca z cerkwią od wschodu. Ostatnia wola hierarchy nie została jednak spełniona. We wskazanej przez niego kwaterze chowane były inne osoby. Ponadto w 1944 istniał projekt poszerzenia dolnej kaplicy, by mogły się w niej odbywać kolejne pogrzeby. Plan ten został ostatecznie zrealizowany w 1978.
Podczas remontu świątyni przeprowadzonego w latach 2018–2020 przeniesiono razem z fragmentem ściany dwa freski Jerzego Nowosielskiego: Spotkanie Pańskie i Wprowadzenie do Świątyni Najświętszej Bogurodzicy Marii w celu przywrócenia podziemnej części budowli dawnego układu przestrzennego.

## Związani z cerkwią
W cerkwi św. Jana Klimaka służył w latach 1905–1906 protoprezbiter Nikołaj Łopatinski, duchowny nagrodzony złotym krzyżem. Pierwszym proboszczem świątyni po okresie bieżeństwa był Jan Kowalenko, bliski współpracownik metropolity warszawskiego i całej Polski Dionizego, następnie członek Tymczasowego Kolegium Rządzącego PAKP. W czasie II wojny światowej, do śmierci podczas rzezi Woli, parafią kierował archimandryta Teofan (Protasiewicz). W II połowie XX wieku proboszczami parafii byli m.in. Jerzy Klinger i Aleksy Znosko, teolodzy i profesorowie Chrześcijańskiej Akademii Teologicznej. Z kolei w I dekadzie XXI w. stanowisko to pełnił igumen (następnie archimandryta) Paisjusz (Martyniuk), obecny arcybiskup przemyski i gorlicki.

### Goście cerkwi
Świątynię wielokrotnie odwiedzali hierarchowie różnych prawosławnych Cerkwi autokefalicznych, przybywający z oficjalnymi wizytami do Polskiego Autokefalicznego Kościoła Prawosławnego. Byli wśród nich patriarchowie konstantynopolitańscy Dymitr i Bartłomiej, patriarcha jerozolimski Teofil III, patriarcha aleksandryjski Teodor II, patriarcha rumuński Teoktyst, patriarcha serbski Paweł, arcybiskup Aten Chrystodulos, metropolita albański Anastazy, metropolita ziem czeskich i Słowacji Krzysztof, metropolici całej Ameryki i Kanady Teodozjusz, Herman oraz Tichon, arcybiskupi Kuopio i całej Finlandii Paweł oraz Leon, metropolita leningradzki Aleksy, metropolita miński i słucki Filaret, metropolita astański i kazachstański Aleksander, metropolita Czarnogóry i Przymorza Amfilochiusz, arcybiskup Telmessos Hiob (przedstawiciel Patriarchatu Konstantynopolitańskiego przy Światowej Radzie Kościołów) i inni prawosławni biskupi z Bułgarii, Cypru, Gruzji, Białorusi, Ukrainy, Grecji, Rumunii, Serbii, Włoch i Portugalii.

## Pozostałe informacje
Według tego samego projektu ok. 1910 wzniesiono cerkiew św. Włodzimierza w Opocznie (zburzoną w 1929).